# David Pizarro
David Pizarro   (Valparaíso, 11 de setembre de 1979) és un exfutbolista xilè de la dècada de 2000.
Fou 46 cops internacional amb la selecció de Xile.
Pel que fa a clubs, defensà els colors de Inter de Milà, AS Roma, Manchester City FC, i ACF Fiorentina.

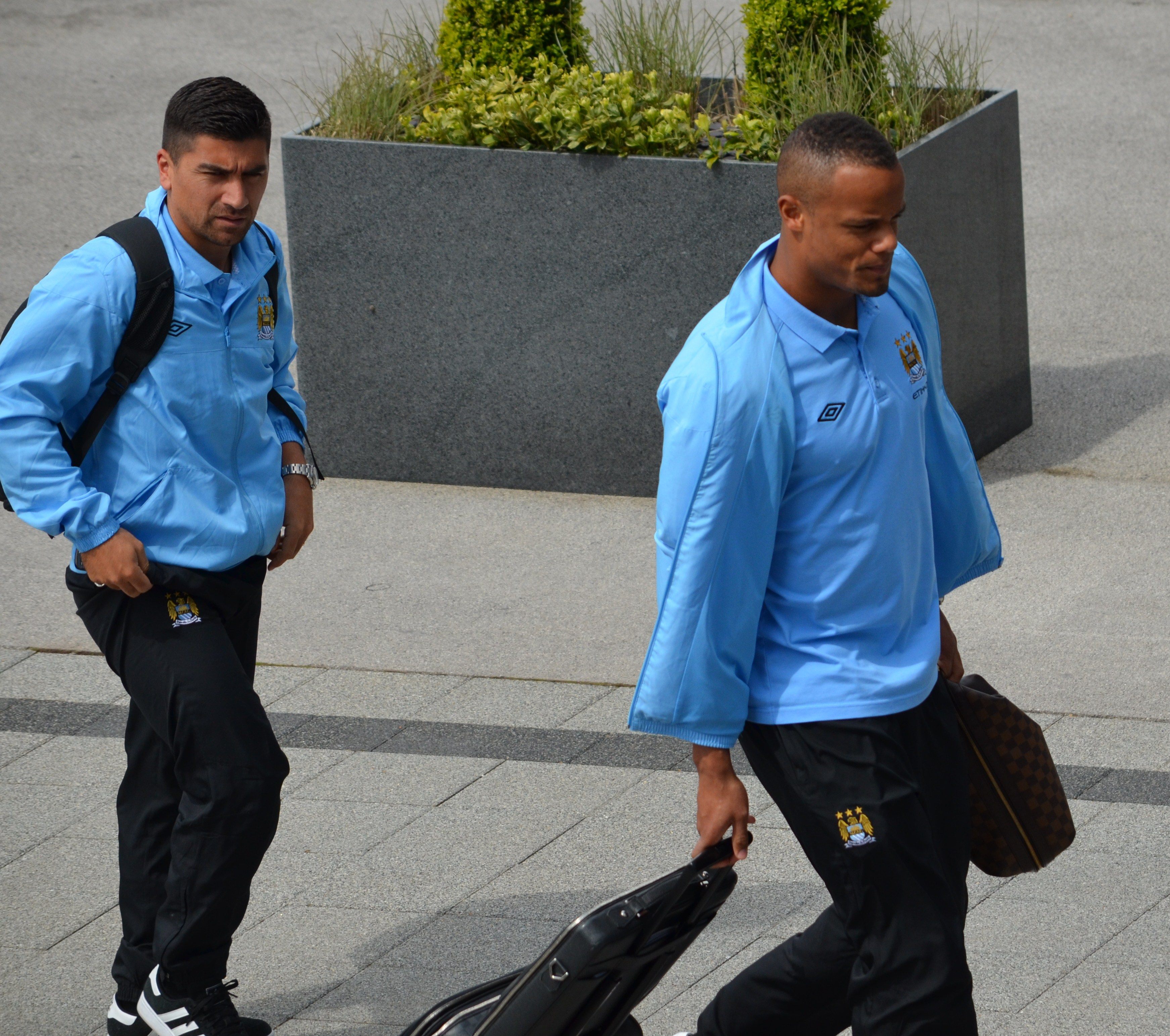
Pizarro i Vincent Kompany al Manchester City el 2012.

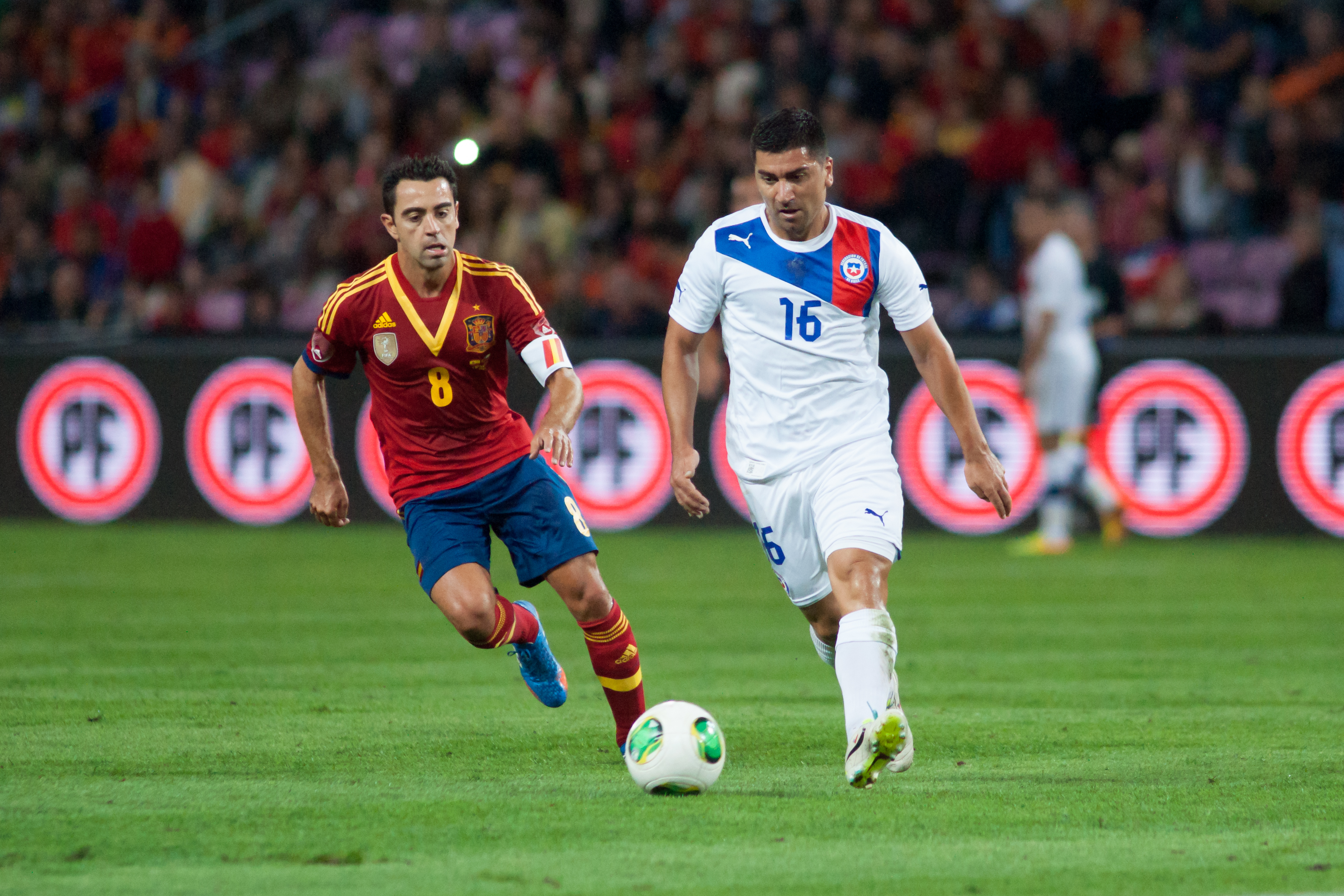
Pizarro i Xavi el 2013.